# Stefansson Island
Stefansson Island ist eine unbewohnte Insel im Kanadisch-arktischen Archipel, wenige Kilometer nördlich der Victoria-Insel gelegen. Im Norden grenzt Stefansson Island an den Viscount-Melville-Sund, im Osten an den McClintock-Kanal und im Südwesten an den Goldsmith Channel, der sie von der stellenweise weniger als 400 Meter entfernten Victoria-Insel (bzw. deren Storkerson-Halbinsel) trennt. Die knapp 100 km lange und 4463 km² große Insel gehört politisch zum kanadischen Territorium Nunavut und nimmt unter den größten Inseln Kanadas den 27. Platz ein.
Die Insel wurde 1917 von Teilnehmern einer Expedition des Polarforschers Vilhjálmur Stefánsson entdeckt, die sie „Leffingwell Island“, nach dem Polarforscher Ernest de Koven Leffingwell (1875–1971), benannten, jedoch nicht auf Karten einzeichneten. 1946 wurde sie wiederentdeckt. 1952 erhielt sie ihren heutigen Namen.
Die höchste Erhebung liegt im Norden der Insel und hat eine Höhe von lediglich 313 m. Die Landschaft der relativ flachen und kargen Insel ist von mit vielen kleinen Seen und Teichen durchsetzter Tundra geprägt. In den fruchtbareren Tallagen kommen kleine Herden von Peary-Karibus (Rangifer tarandus peary) und Moschusochsen (Ovibos moschatus) vor.